# Olivenbaumsterben

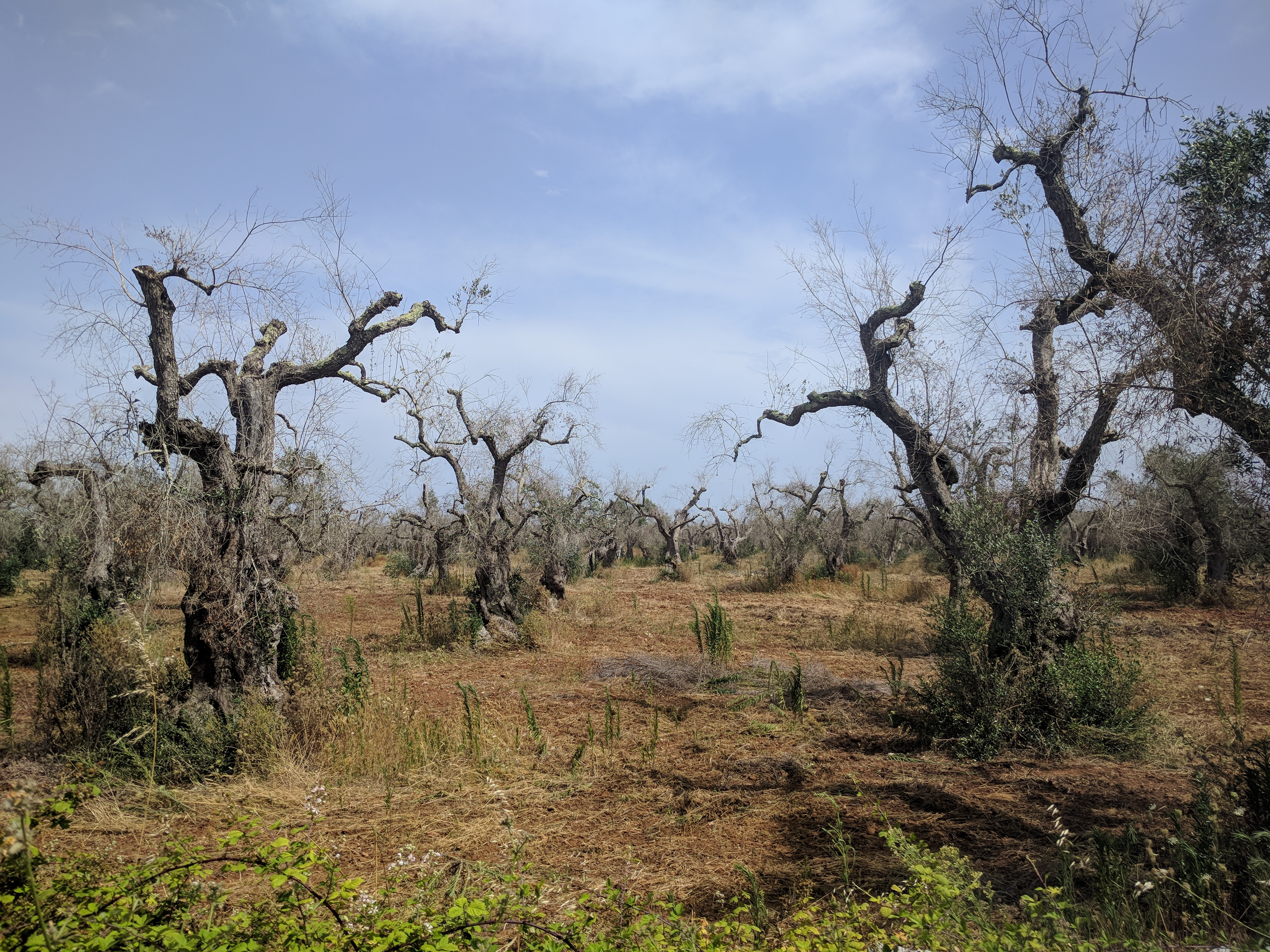
Olivenhain in Surano (LE), der mit Xylella fastidiosa befallen ist (2019). Ersichtlich ist, dass die befallenen Bäume ihre Blätter verlieren und die Besitzer versuchen, die Ausbreitung des Bakteriums durch Absägen der Äste einzudämmen.

Das Olivenbaumsterben wurde in Europa zuerst in Süditalien festgestellt. Ursache des olive quick decline syndrome (OQDS) ist das Bakterium Xylella fastidiosa. 2013 wurde das Olivenbaumsterben in Apulien bekannt und verbreitet sich seitdem nach Norden. Wirtschaftszweige der Olivenölproduktion sind von großräumigen Ausfällen betroffen.

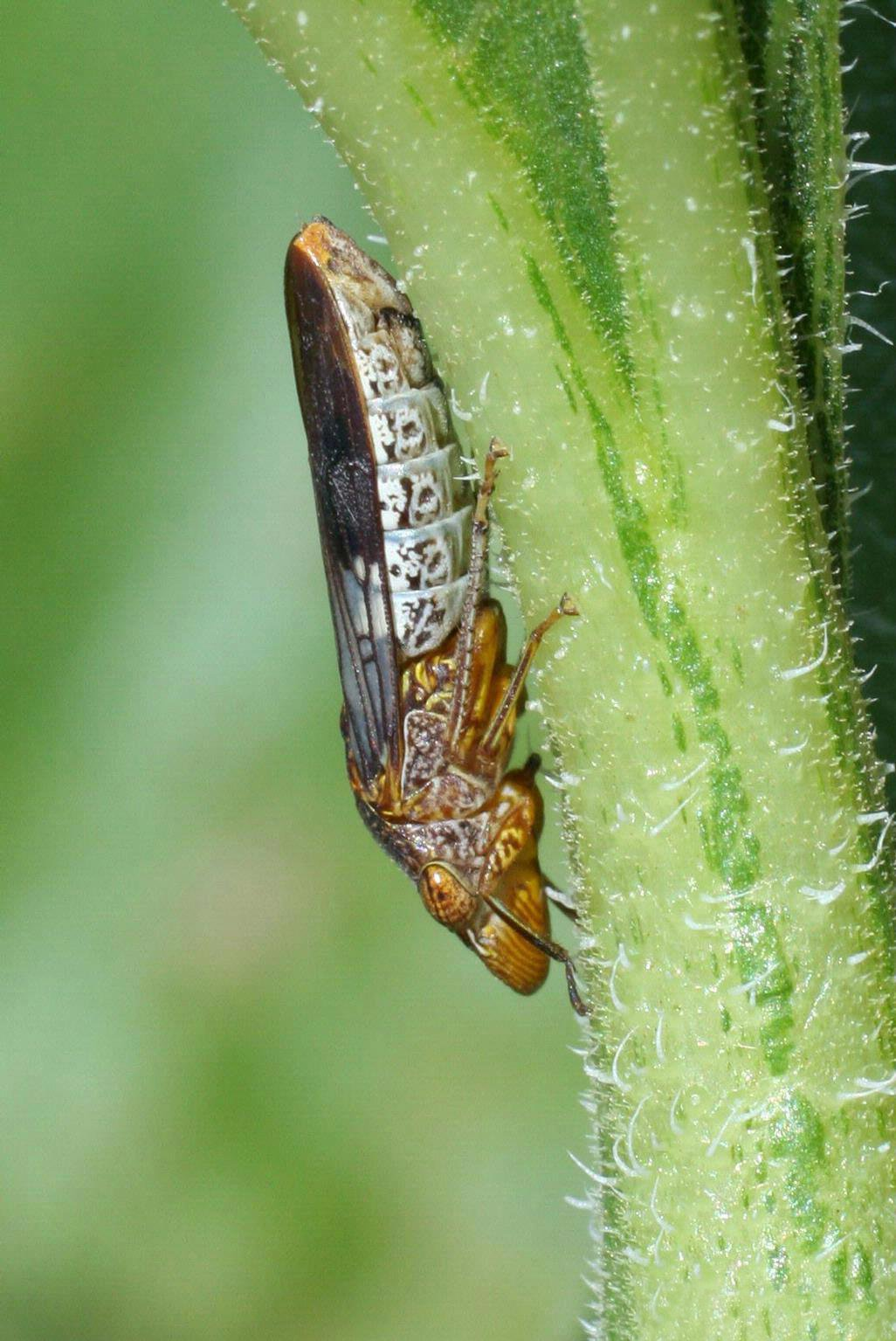
Homalodisca vitripennis, eine Zwergzikade, kann beim Saugen von Pflanzensäften das Bakterium in das Xylem der Pflanze übertragen.

## Ursprung, Symptome und Verbreitung
Das OQDS, olive quick decline syndrome, betrifft Olivenbäume in besonderer Weise durch schnelles Absterben. Auslöser ist das Bakterium Xylella fastidiosa (dt. Feuerbakterium), die die Poren der Pflanzengefäße (Xylem) verstopft und somit den Wasser- und Nährstofftransport blockiert. Befallene Ölbäume sterben letztlich durch Wassermangel. Als Überträger des Krankheitserregers (sogenannter Vektor) gelten diverse pflanzensaftsaugende Insekten, beispielsweise die Zikade Homalodisca vitripennis, die beim Saugen der Pflanzensäfte das Bakterium übertragen kann.
Befallene Olivenbäume lassen sich durch deutliches Welken der Krone erkennen. Dabei verfärben sich die Blätter gelegentlich gelb, manchmal braun, rollen sich ein und vertrocknen schließlich. Oft bleiben die Blätter an den Zweigen hängen. Die Krankheit (auch als Pierce-Krankheit bekannt) lässt die Bäume durch Austrocknung absterben. 
Die am stärksten betroffene Region ist der Salento in Unteritalien, wo das Bakterium in der Variante pauca ST53 auftritt. 2013 waren dort bereits 8.000 Hektar (ha) betroffen. In den Folgejahren breitete sich das Olivenbaumsterben rasant aus, mit dramatischen Folgen für die durch Oliven-Monokultur geprägte Landschaft und die lokale Wirtschaft. Nach einer Schätzung aus dem Jahr 2019 waren bereits 50.000 Hektar verloren mit etwa 4 Millionen nicht mehr produktiven Olivenbäumen. Xylella-Herde in anderen Varianten und mit wesentlich geringeren Auswirkungen auf den Olivenbestand sind seither auch in anderen italienischen Regionen, Frankreich, Spanien und Portugal aufgetreten.

## Bekämpfung und Vorbeugung
Bekämpft wird überwiegend der Vektor; befallene Bäume werden frühzeitig gefällt. Auch versuchen viele Besitzer der Olivenbäume, die Ausbreitung der Bakterien einzudämmen, indem sichtlich befallene Äste abgeschnitten werden (siehe Bild). An der Universität Foggia wurden seit November 2015 Versuche unternommen, die baumeigene Produktion von Phytoalexinen zu steigern, die von Natur aus nach dem Eindringen von Mikroorganismen zur Abwehr im betroffenen Gewebe selbst neu produziert werden. Heilmittel sind allerdings bisher nicht bekannt.
Bis 2019 wurde Apulien in Regionen unterteilt, um dem Olivenbaumsterben entgegenzuwirken: eine definierte „Befallszone“ im Süden des Salento wurde durch eine „Eindämmungszone“ und eine „Pufferzone“ ergänzt, in der auch gesunde Wirtspflanzen im Umkreis von 100 Metern um infizierte Pflanzen mit wenigen Ausnahmen gerodet werden müssen.

## Kritik
Europäische Institutionen rügten den Umgang italienischer Behörden mit dem Olivenbaumsterben wegen „schwerer Versäumnisse“.